# Da Qaidam
Da Qaidam (léase Chai-Dam, en chino, 大柴旦; pinyin, Dà Qáidàm; literalmente, ‘la gran Qaidam’) también conocida por su nombre mongol de Qaidam (en mongol: Цайдам, romanizado: Tsaidam, lit. 'marisma salada'; en tibetano, ཚྭ་འདམ ; wylie, Qaidam) es un condado bajo la administración directa de la Prefectura Haixi en la Provincia de Qinghai, República Popular China. Su área es de 20 898 km² y su población total para 2020 superó los 16 mil habitantes.

## Administración
La ciudad de Da Qaidam se administra como Distrito administrativo a nivel condado, es decir, es un condado que fue creado por el gobierno local para control estatal. Actualmente se divide en 2 poblados; Qaidam y Xitieshan.

## Historia
La ciudad Da Qaidam se estableció en 1959 y se convirtió en el centro político, económico, cultural y de transporte de la cuenca Qaidam en ese momento. En 1964, la ciudad fue derrogada y se estableció como poblado. En 1992, el Comité de Trabajo de Da Qaidam y el Comité Administrativo de Da Qaidam del Partido Comunista de China se estableció como el Comité de la Prefectura de Haixi, agencias del gobierno estatal a nivel de condado.